# Congochromis dimidiatus
Congochromis dimidiatus és una espècie de peix de la família dels cíclids i de l'ordre dels perciformes.

## Morfologia
- Els mascles poden assolir 6,2 cm de longitud total.
- Nombre de vèrtebres: 25.[2][3]

## Hàbitat
Viu en zones de clima tropical entre 22 °C-25 °C de temperatura.

## Distribució geogràfica
Es troba al riu Chari i a la conca del riu Ubangui.